# Weissenbacher-Zweymüller-Phänotyp
Als Weissenbacher-Zweymüller-Phänotyp wird ein Symptomenkomplex aus Kleinwuchs mit plumpen Röhrenknochen und einer zusätzlichen Pierre-Robin-Sequenz beschrieben, der aus vorgeburtlichen Wachstumsstörungen resultiert. Die Gesamtheit dieser Befunde ist bei mehreren erblichen Knochenerkrankungen anzutreffen.

## Synonyme
- Pierre Robin syndrome with fetal chondrodysplasia
- Weissenbacher-Zweymüller-Syndrom (WZS)

## Differentialdiagnose
Die Abgrenzung zur ähnlichen Oto-spondylo-megaepiphysäre Dysplasie (OSMED), entsprechend der Erstveröffentlichung im Jahre 1964 kann schwierig sein. Anscheinend sind die Syndrome jedoch nicht identisch.